# Leïa Garifoullina
Leïa Garifoullina est une joueuse d'échecs russe née le 5 novembre 2004. Elle a le titre de grand maître international féminin depuis 2020. 
Au 1er janvier 2021, elle est la onzième joueuse russe et la 63e joueuse mondiale avec un classement Elo de 2 394 points.

## Biographie et carrière
Championne du monde des moins de 16 ans en 2019 à Bombay avec 8,5 points sur 11, Garifoullina finit troisième ex æquo du championnat de Russie d'échecs en décembre 2020.